# Morierina
Morierina é um género botânico pertencente à família Rubiaceae.